# Interfaz cerebral
Una interfaz cerebral es un canal de control y comunicación electrónico que no utiliza los nervios periféricos y los músculos, vías de salida normales del cerebro, sino que transforma directamente procesos cerebrales en acciones.[cita requerida]
Las interfaces cerebrales analizan la actividad cerebral y detectan estados mentales del usuario en tiempo real. Luego los transforman en órdenes operativas (seleccionar una letra de un teclado virtual o mover una silla de ruedas), ambas sin que la persona ejecute ningún movimiento. Basta con que se imagine movimientos de sus propias extremidades o ejecute mentalmente las tareas de relajación, rotación de figuras geométricas o selección de palabras que comiencen por la misma letra.[cita requerida]
Aunque estos prototipos de interfaces cerebrales son de creación reciente, los ensayos y las ideas básicas datan de la década de 1970, cuando se comprobó que los monos podían aprender a regular la actividad eléctrica de sus neuronas y que era posible predecir la dirección de la mirada de una persona a partir de la actividad eléctrica global del cerebro, los llamados potenciales visuales evocados.[cita requerida]
Esta posibilidad de enviar órdenes mentales directas a una máquina se sustenta en una peculiaridad del cerebro: codifica de manera distribuida cada una de las capacidades humanas, lo mismo motoras (agitar una mano) que cognitivas (el lenguaje); es decir, cada región cerebral participa en más de una tarea mental, al tiempo que cada tarea activa diversas regiones con intensidad y ritmos sutilmente diferentes.[cita requerida]
Existen dos modalidades en que una interfaz registra la actividad cerebral: invasivas y no invasivas. Las interfaces invasivas utilizan microelectrodos implantados en el cerebro que miden la actividad de las neuronas, individualmente consideradas. Por su parte, la mayoría de las interfaces no invasivas se basan en el electroencefalograma, que indica la actividad eléctrica del cerebro medida con electrodos superficiales colocados sobre el cuero cabelludo. Refleja la actividad síncrona de miles de neuronas corticales, por lo que no proporciona información detallada sobre la actividad local de pequeñas regiones cerebrales. Se caracteriza, además, por señales de pequeñísima amplitud y de gran variabilidad en el tiempo.[cita requerida]
- Datos: Q5918960